# شهر نیویورک (نقاشی)
نقاشی شهر نیویورک یکی از آثار نقاش مشهور پیت موندریان است که به سال ۱۹۴۲ تکمیل شد. این نقاشی در حال حاضر در موزه هنر ملی مرکز پمپیدوی پاریس قرار دارد.
نسخه تمام‌نشده‌ای از اثر با عنوان شهر نیویورک ۱ حاوی نوارهایی از کاغدهای رنگ‌شده‌است که نقاش با جابه‌جا کردن آن‌ها به تجربه طرح‌های مختلف می‌پرداخت. این نسخه در دوسلدورف آلمان قرار دارد. در سال ۲۰۲۲، مشخص شد که اثر هنری برای سال‌ها وارونه آویزان بوده‌است. برای جلوگیری از آسیب رساندن به نقاشی، جهت آن اصلاح نشد.